# بحر الوافر
بَحْرُ الوَافِرِ هو أحد أبحر الشعر، وسمي بالوافِر «لوفور أجزائه وتدًا بوتد» أو «لكثرة حركات تفعيلاته ووفورها، لأنه ليس في التفاعيل أكثر حركات من مُفَاعَلَتُنْ».

## أوزان بحر الوافر

### وزن بحر الوافر التام
يتشكّل وزن بحر الوافر التام على النحو التالي:
عروض الوافر التام (أي التفعيلة الثالثة) وضربه (أي التفعيلة السادسة) هي فَعُولُنْ، وهي في الأصل مُفَاعَلَتُنْ، وقد طرأ عليها التغيير بِالقَطْفِ، وهو:
- تسكين الخامس المتحرك (أي: لَامُ مُفَاعَلَتُنْ)،
- وحذف السبب الخفيف من آخر التفعيلة (أي: تُنْ من مُفَاعَلْتُنْ)، فأصبحت مُفَاعَلْ، بوتد مجموع (مُفَا) وسبب خفيف (عَلْ)،

ولتسهيل النطق بها (أي لمواءمة الوزن مع المنطوق العربي الفصيح) نُقِلَتْ مُفَاعَلْ إلى فَعُولَنْ.

### وزن بحر الوافر المجزوء
يُخْتَصَرُ الوافر أحيانًا بحذف التفعيلة الثالثة (فَعُولُنْ) من كل شطر، فَيَصِيرُ وزنه:
وتُعَدُّ التفعيلة الأولى في الشطرين حشوًا، بينما تكون التفعيلة الآخِرَة عروضًا في الشطر الأول، وضربًا في الشطر الثاني. ويُعرف هذا الشكل المختصر من الوافر باسم مَجْزُوءِ الوَافِرِ.

## زحافات بحر الوافر

### العَصْب
- يطرأ زِحَاف العَصْب على حشو الوافر في كلا وزنيه: التام والمجزوء، بتسكين الحرف الخامس المتحرك في مُفَاعَـلَــتُنْ فتصير مُفَاعَـلْــتُنْ، ثم تُنْقل إلى مَفَاعِيلُنْ لتسهيل النطق بها. وتُسمّى هذه التفعيلة الجُزْءَ المَعْصُوبَ، إذا لحقها ذلك.[5][3]
- ويجوز في كل من العروض والضرب:[5]

1. إبقاؤهما صحيحتين: مُفَاعَلَتُنْ،
2. أو عصبُهما: فتتحول مُفَاعَلْتُنْ إلى مَفَاعِيلُنْ، مع وجوب مراعاة القافية في الضرب.

### العَقْل
يطرأ زحاف العَقْلِ على جميع تفعيلات مُفَاعَلَتُنْ من بحر الوافر: التام والمجزوء، بحذف الحرف الخامس المتحرك في مُفَاعَـلَــتُنْ فتصير مُفَاعَـتُنْ، ثم تُنْقل إلى مَفَاعِلُنْ، وتُسمّى الجزءَ المَعْقُولَ.

### النَّقْص
يطرأ زحاف النَّقْصِ على جميع تفعيلات مُفَاعَلَتُنْ من بحر الوافر: التام والمجزوء، بتسكين الحرف الخامس المتحرك وحذف السابع الساكن في مُفَاعَـلَــتُــنْ فتصير مُفَاعَـلْــتُ، ثم تُنْقل إلى مَفَاعِيلُ، وتُسمّى الجزءَ المَنْقُوصَ.

## علل بحر الوافر

### العَضْب
تطرأ عِلّة العَضْبِ على مُفَاعَلَتُنْ في بحر الوافر، بحذف الميم من أولها، فتصير فَاعَلَتُنْ، ثم تنقل إلى مُفْتَعِلُنْ، وتُسمّى الجزءَ الأَعْضَبَ.